# Jung (Vara)
Pour les articles homonymes, voir Jung.
Jung est une localité de Suède située dans la commune de Vara du comté de Västra Götaland. Elle couvre une superficie de 1,04 km2. En 2010, elle compte 408 habitants.